# Amtoys
Vous venez d’apposer le modèle de débat d'admissibilité.
Avant toute chose, veuillez créer la page de débat correspondante en cliquant ici.
- Une fois la page de vote initialisée, rafraîchissez cette page, et le bandeau prendra son aspect définitif.
- Si votre débat d'admissibilité est groupé (le motif et l’argumentation doivent être les mêmes), modifiez cette page pour ajouter au modèle le paramètre « cat » suivi du nom de la page de discussion de l’article pour lequel la page de débat existe déjà (ex. : cat=Discussion:Nom_de_l'autre_article). Ensuite, suivez les nouvelles instructions qui apparaissent.
- Vous pouvez également utiliser le paramètre « type » pour faciliter l’accès aux critères d’admissibilité. Exemple : {{suppression|type=mot-clé}}. Liste des mots-clés existants : fiction, musique, art visuel, fanzine, jeu de société, porno, sportif, association, enseignement, société, site web, route, nombre, (Liste complète ici).

| 1. | Créez la page de débat d'admissibilité.                                                                      | Sauvegardez d’abord la page pour l’initialiser puis indiquez votre motivation. |
| 2. | Important : ajoutez une entrée dans la section Débat d'admissibilité du jour.                                | Utilisez ce texte : *{{L\|Amtoys}}                                             |
| 3. | Pensez à informer les contributeurs principaux de la page et les projets associés lorsque cela est possible. | Utilisez ce texte : {{subst:Avertissement débat d'admissibilité\|Amtoys}}~~~~  |

Amtoys est une entreprise belge de création de peluches, d'articles de puériculture et de textiles. Elle exploite entre autres l'enseigne commerciale Noukie's.

## Histoire
L'entreprise commence ses activités en janvier 1992. Elle est créée par la famille Gilliot-De Paepe. À l'origine, Amtoys vend des peluches achetées à différents producteurs européens. Quatre ans plus tard, la fabrique décide de créer ses propres peluches, principalement pour les tout-petits.
Amtoys rachète la société Excel Trade en 2001 et développe la gamme de vêtements Noukie’s. En 2006, l'ours en peluche Noukie's se vend à 3 millions d'exemplaires et la série télé Noukie est lancée (studio Athus, propriété d'Amtoys). La société s'est diversifiée dans les produits de maternité, meubles et accessoires d'intérieur, et les produits de soin. En 2011, Amtoys reprend Archimède et ses collections de plage.
En 2010, la société réalise un chiffre d'affaires annuel de 22,5 millions d'euros pour 27 magasins. La fabrication des produits est localisée en Asie.